# Йордан Змейски
Йордан Змейски е композитор, роден в Русе в края на 1905 г., умира през 1979 г. Той е внук на опълченеца Иван Змейски.

## Биография
Там получава и основното си образование. А на 18-годишна възраст постъпва като музикантски ученик във флотския оркестър във Варна със специален инструмент флигорна. После служи като военен музикант в Свищов, Пловдив, Шумен и Русе. След 1944 г. изкарва курс за диригент и го назначават за диригент на новосформирания към Областното управление на Народната милиция в Русе духов оркестър.

## Творчество
Хора: “Пролетни мечти”, “Войнишко хоро”, “Великденско хоро”.
Маршове: „Пролет дойде“ “Река Мур”, “Беломорски бисери”, “Клетва пред народа”, “Черно море”, “Гордостта на Народната милиция”, “Дефилир”.